# Палестинская нектарница
Палести́нская некта́рница (лат. Cinnyris osea) — птица из рода Cinnyris семейства нектарницевых отряда воробьинообразных, обитающая на Ближнем Востоке и в Центральной Африке.
Взрослые особи питаются преимущественно нектаром, в то время как птенцов выкармливают главным образом насекомыми, преимущественно гусеницами. Длина тела 10—11 см, вес около 8 г. Сильный половой диморфизм (оперение, окраска). Гнездование в феврале-марте; в кладке от двух до четырёх яиц, реже одно; высокая выживаемость потомства (обычно до вылета из гнезда доживают все птенцы). Примечательна необычной формой гнезда, напоминающего висящую на одной или нескольких нитях бутылочку высотой ок. 10 см, с летком в вертикальной плоскости в районе «горлышка» в двух-трёх сантиметрах от верха. Естественных врагов мало; в районах городской застройки это лишь домашние кошки. У нектарниц (как у соловьёв) эволюционно не выработался врождённый страх перед мелкими кошачьими, отсутствующими в дикой природе, и те легко распознают слётков издали и немедленно уничтожают их — даже тех, которых не поедают.
Палестинская нектарница была номинирована в 2008 году на звание национальной птицы Государства Израиль, но не была выбрана.

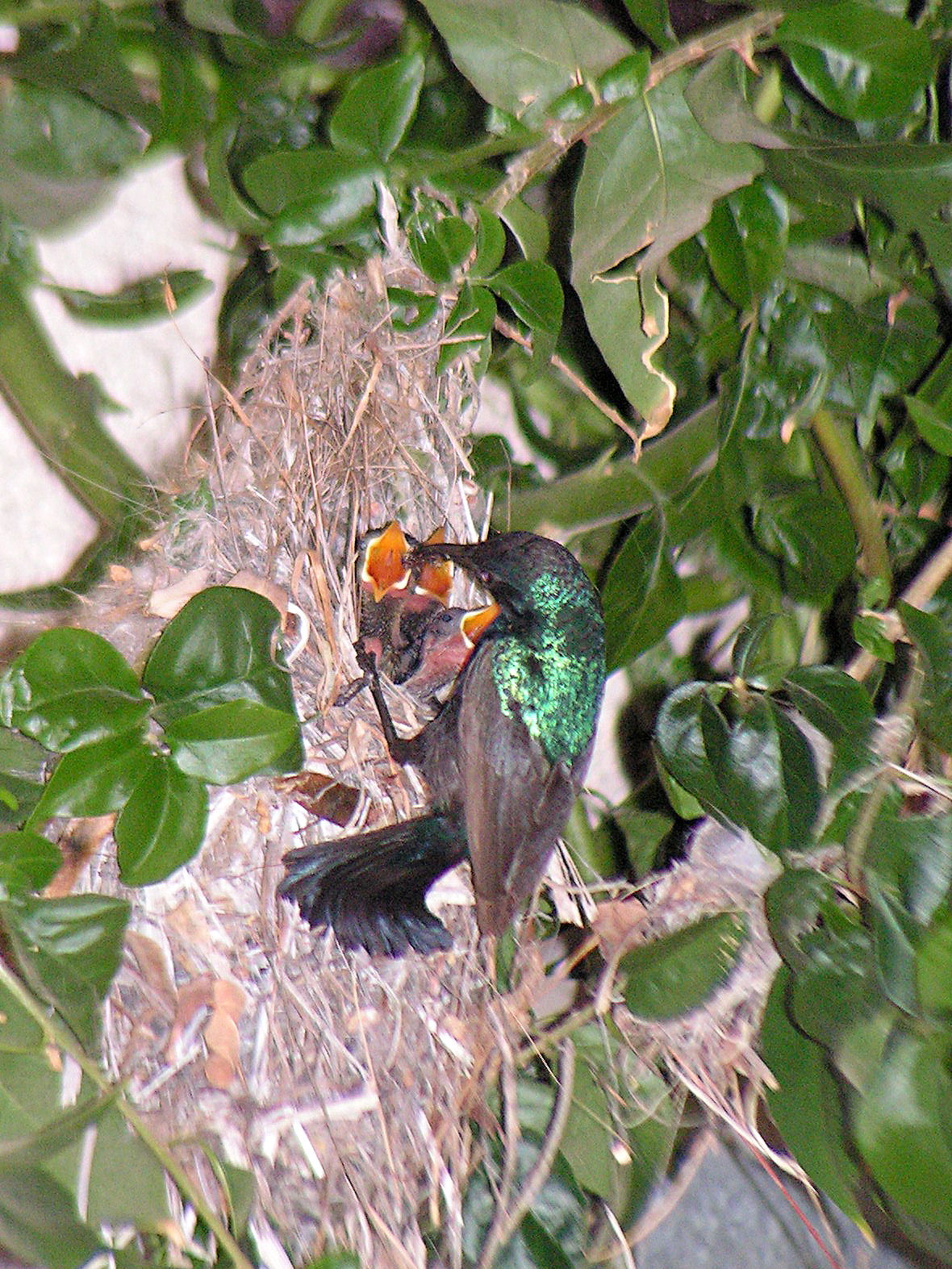
Самец
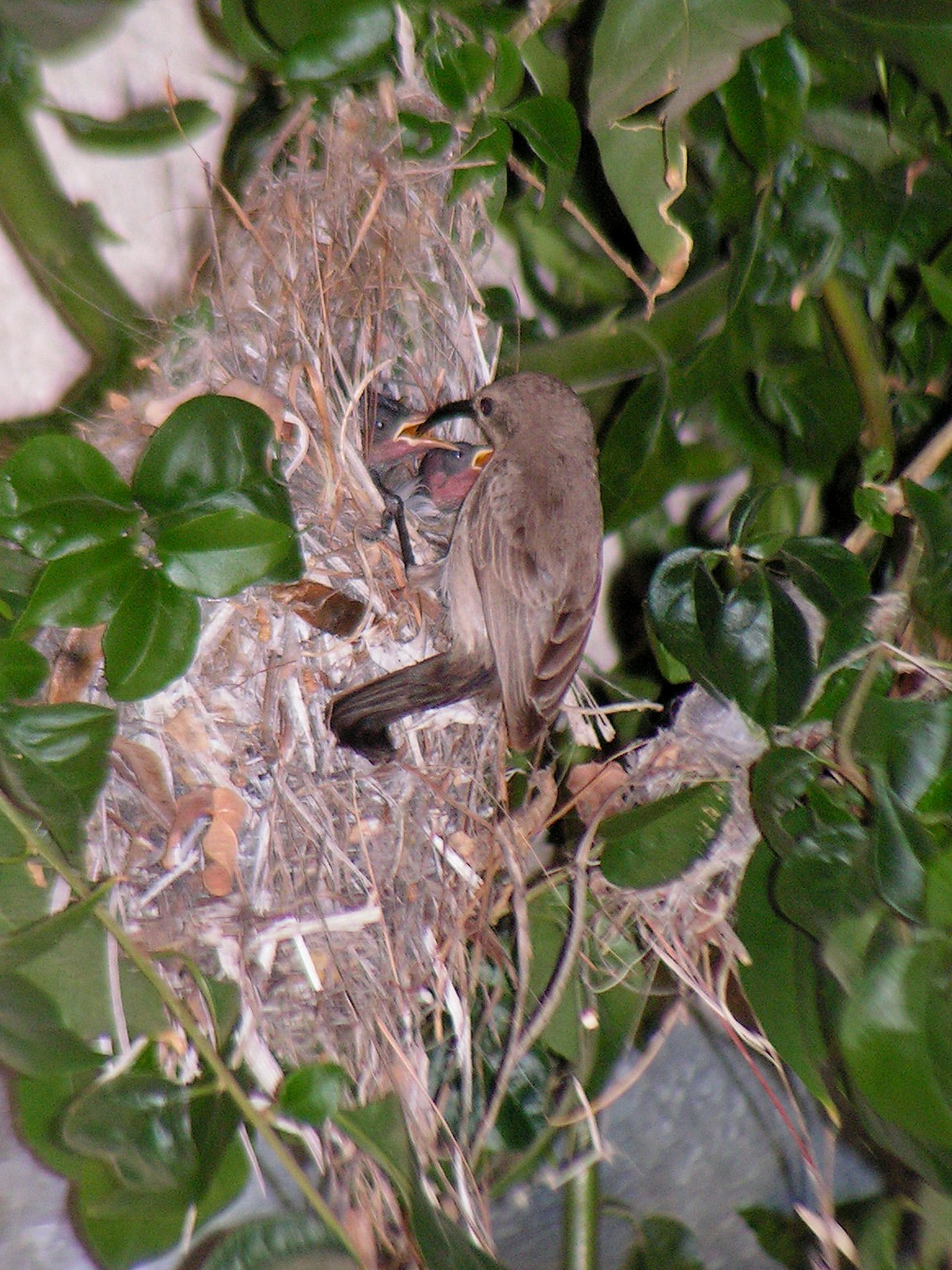
Самка
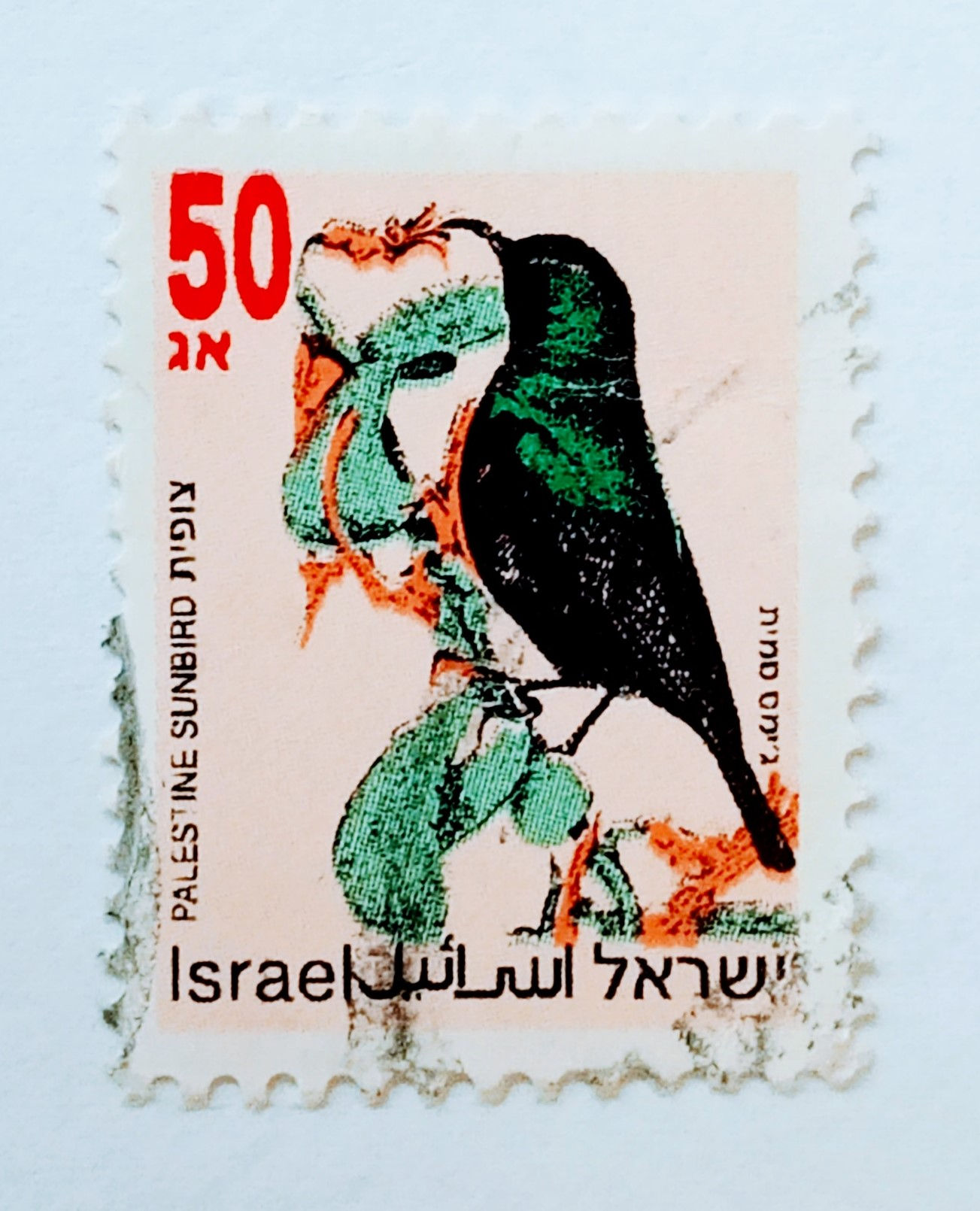
На почтовой марке Израиля